# حمام ناغان
حمام ناغان مربوط به دوره قاجار است و در بخش مرکزی شهرستان اردل ناغان، داخل شهر واقع شده و این اثر در تاریخ ۱۱ مرداد ۱۳۸۴ با شمارهٔ ثبت ۱۲۴۲۲ به‌عنوان یکی از آثار ملی ایران به ثبت رسیده است.